# Standing Rock (Alabama)
Standing Rock es un lugar designado por el censo ubicado en el condado de Chambers en el estado estadounidense de Alabama. En el Censo de 2010 tenía una población de 168 habitantes y una densidad poblacional de 4,3 personas por km².

## Geografía
Standing Rock se encuentra ubicado en las coordenadas 33°4′32″N 86°15′39″O / 33.07556, -86.26083. Según la Oficina del Censo de los Estados Unidos, Standing Rock tiene una superficie total de 62.86 km², de la cual 62.52 km² corresponden a tierra firme y (0.54%) 0.34 km² es agua.

## Demografía
Según el censo de 2010, había 168 personas residiendo en Standing Rock. La densidad de población era de 4,3 hab./km². De los 168 habitantes, Standing Rock estaba compuesto por el 98.21% blancos, el 0.6% eran afroamericanos, el 0% eran amerindios, el 0% eran asiáticos, el 0% eran isleños del Pacífico, el 0% eran de otras razas y el 1.19% pertenecían a dos o más razas. Del total de la población el 1.19% eran hispanos o latinos de cualquier raza.